# Südfeldmaus
Die Südfeldmaus, Ostfeldmaus oder Osteuropäische Feldmaus (Microtus mystacinus, Syn.: Microtus levis) ist ein Nagetier in der Gattung der Feldmäuse, das in Eurasien vorkommt.

## Taxonomie
Gerrit Smith Miller beschrieb 1908 ein Taxon mit dem wissenschaftlichen Namen Microtus levis mit Hilfe von Exemplaren aus Rumänien. Im weiteren Verlauf des 20. Jahrhunderts wurden weitere Populationen von Feldmäusen aus demselben Verbreitungsgebiet von anderen Autoren als neue Arten beschrieben. Da diese später keine Anerkennung fanden, sind die wissenschaftlichen Namen in neueren Werken als Synonyme der Südfeldmaus gelistet. Zeitweilig erhielt Microtus levis keinen Artstatus und das Taxon galt als Synonym der gemeinen Feldmaus (Microtus arvalis). Genetische Untersuchungen in den 1970er und 1990er Jahren stellten fest, dass Microtus levis einen diploiden Chromosomensatz mit 54 Chromosomen (2n=54) hat. Der entsprechende Wert für die gemeine Feldmaus ist 2n=46. Auch bei anderen Erbanlagen konnten Abweichungen festgestellt werden. Versuche Microtus levis mit Microtus arvalis in Gefangenschaft zu paaren blieben erfolglos. Dies führte zur erneuten Listung von Microtus levis als Art im Referenzwerk Mammal Species of the World von 2005.
In späteren Studien stellte sich heraus, dass eine 1865 von Filippo De Filippi beschriebene Population aus dem nördlichen Iran mit Microtus levis identisch ist. Deswegen hat der von de Filippi genutzte Name, Microtus mystacinus, nach den Regeln der ICZN Vortritt. Im 2017 erschienenen siebenten Band des Werkes Handbook of the Mammals of the World ist diese Änderung durchgeführt. Verschiedene Organisationen, wie die IUCN, verwenden noch Microtus levis.

## Merkmale
Mit einer Kopf-Rumpf-Länge von 102 bis 130 mm, einer Schwanzlänge von 33 bis 55 mm und einem Gewicht von 21 bis 58 g ist die Südfeldmaus eine mittelgroße bis große Feldmaus. Allgemein treten die größten Werte bei Männchen auf und südliche Populationen sind größer als nördliche. Typisch für die Art ist ein großer gedrungener Kopf mit großen Augen und Ohren, die aus dem Fell ragen. Ein weiteres Merkmal sind kurze Beine. Von den paarig angeordneten Zitzen der Weibchen liegen vier auf der Brust und vier im Leistenbereich.
Die braunen Haare der Oberseite, teilweise mit gelbbraunen Abschnitten und längere Haare mit schwarzen Spitzen erzeugen ein gesprenkeltes Aussehen. Das Fell wird zu den Seiten hin heller und es besteht eine undeutliche Grenze zur grauen Unterseite mit weißer oder gelbbrauner Tönung.

## Verbreitung
Die Südfeldmaus erreicht im Westen das südliche Finnland, die baltischen Staaten, Belarus, die Ukraine und das westliche Rumänien. Im Süden kann sie im südlichen Serbien, in Nordmazedonien, in Bulgarien, im Norden Griechenlands, in der Türkei und entlang der südlichen Ausläufer des Kaukasus bis in den Norden Irans angetroffen werden. Im Osten ist sie bis Jekaterinburg und zum nördlichen Kaukasus zu finden. Vermutlich zählen disjunkte Populationen westlich des Baikalsees zur Art deren Ursprung unklar ist. Die Südfeldmaus wurde auf Spitzbergen eingeführt. Sie lebt im Flachland und in Gebirgen bis 2500 Meter Höhe.
Die Art bewohnt verschiedene Lebensräume, wie offene Wälder, Wiesen und Ackerland. In trockenen Regionen sucht sie oft die Nähe von Flüssen oder Seen.

## Lebensweise
Die Exemplare graben komplexe Tunnelsysteme, deren Gänge meist 20 bis 25 und gelegentlich 30 bis 35 cm unter der Oberfläche liegen. Zum Bau zählen mehrere Wohn- und Lagerkammern. Wie andere Gattungsmitglieder legt die Südfeldmaus Trampelpfade an. Die Nahrung besteht hauptsächlich aus Getreide, was die Art in den Augen von Landwirten zum Schädling macht.
Diese Wühlmaus ist ein Zwischenwirt des Fuchsbandwurms (Echinococcus multilocularis).

## Fortpflanzung
Auf dem Balkan kann sich die Südfeldmaus zwischen April und Oktober fortpflanzen. Nach 18 bis 22 Tagen Trächtigkeit werden meist 5 oder 6 und gelegentlich bis zu 10 Nachkommen geboren. Kurz nach der Geburt ist das Weibchen erneut paarungsbereit. Die Jungtiere wiegen bei der Geburt 1,4 bis 3,2 g. Sie sind haarlos und haben verschlossene Augen sowie Ohren. Die Nachkommen werden etwa 20 Tage gesäugt. Etwa 45 bis 60 Tage nach der Geburt erreichen Weibchen bei einem Gewicht von 15 bis 50 g die Geschlechtsreife. Während der Fortpflanzungszeit können bis zu vier Würfe vorkommen. Die meisten Individuen leben nur 2 bis 3 Monate und wenige Exemplare ein Jahr.

## Gefährdung
Für den Bestand sind keine Bedrohungen bekannt. Die Größe der Population kann im Laufe der Jahre stark variieren. So leben in manchen Jahren bis zu 1000 Exemplare auf einem Hektar Land. Die IUCN listet die Südfeldmaus als nicht gefährdet (least concern).